# Pandanus pluriangulatus
Pandanus pluriangulatus är en enhjärtbladig växtart som beskrevs av Harold St.John. Pandanus pluriangulatus ingår i släktet Pandanus och familjen Pandanaceae. Inga underarter finns listade.